# Leucanthemum gracilicaule
Leucanthemum gracilicaule là một loài thực vật có hoa trong họ Cúc. Loài này được (Dufour) Pau mô tả khoa học đầu tiên năm 1902.